# 베기스
베기스(독일어: Weggis)는 스위스 루체른주의 루체른구에 있는 자치체이다.
루체른 호수 북쪽 해안의 일부를 형성한다. 공식 언어는 독일어이다.

## 역사
약 800년에 페퍼스 수도원이 바타비스의 궁정을 인수했다. 그러나 베기스라는 이름이 켈트어에서 유래하고, ‘나룻터’를 의미하기 때문에 시정촌은 더 일찍 정착되었다. 자유를 사랑하는 주민들은 때때로 합스부르크 왕가의 부하였다. 수도사들과 합스부르크 왕가 모두에게 헤르텐슈타인의 영주가 섭정을 행사했다. 1332년까지 베기스와 게르자우는 자유 공화국이자, 이웃한 구스위스 연방의 동맹국이 되었다. 이것은 1359년 그들 사이의 조약에서 확인되었다. 그 후 헤르텐슈타인 영주는 1380년에 그들의 권리를 루체른에 팔았다. 그들은 베기스의 란트포크트의 일부로 1798년까지 베기스를 관리했다. 베기스 시민들은 1588년 이전에 여러 차례의 반란을 통해 루체른 영주에 저항했다. 1653년 농민 전쟁에서 그들은 한때 루체른 통치자의 편에 섰다. 시정촌은 1798년부터 1803년까지 루체른 지역에 속했으며, 그 이후에는 새로 형성된 루체른 당국에 속했다. 1798년에 피츠나우 공동체는 베기스에서 분리되어 독립된 지자체로 형성되었다. 2005년에 루체른주에 있는 리기산 주변의 세 지자체를 결합하는 프로젝트가 무기한 연기되었다.

## 지리
베기스는 리기산의 남서쪽 기슭에 있는 루체른 호수로 돌출된 곳에 있다. 그러한 투영은 베기스가 놓여 있는 것에 대해 베기서부흐트라고 명명된다. 이 도시는 온화한 기후 로 유명하며, 그곳에서 번성 하는 수많은 남부 식물( 밤나무, 야자수, 포도, 난초 )으로 잘 알려져 있다.
베기스 타운은 루체른 호수 기슭의 남향 평원에 자리 잡고 있다. 이전에 이 마을은 서쪽의 운터도르프와 동쪽의 오버도르프의 두 커뮤니티로만 구성되었다. 지난 수십 년간의 개발로 인해 힌터도르프(오버도르프 동쪽), Rain and Laugneri(힌터도르프 근처), 운터도르프 근처 바우멘 및 되르플리, 오버도르프 위 경사면의 티시탈 및 리기블리크와 같은 새로운 커뮤니티가 개발되었다. 헤르텐슈타인(Hertenstein) 공동체(마을에서 남서쪽으로 2.3km, 호숫가에 있음)는 반도에 있는 시정촌의 남서쪽 끝 모서리에 있다. 비츠나우 와 접경, 마을에서 남동쪽으로 1.9km 떨어진 곳에 또 다른 준공동체가 개발되었다. 해발 436m의 호숫가에서 해발 794m까지 여러 마을이 함께 성장했다. 리트조어트(호숫가), 반홀츠(해발 667m), 보덴베르크(고도 642m) 및 젠티베르크(해발 794m)이다. 톱니바퀴 철도와 공중 트램웨이로 접근할 수 있는 경사면의 높은 곳에 리기 칼트바트 커뮤니티가 있다(마을 북동쪽으로 2.8km, 고도 약 1,450m). 다른 많은 지역과 단일 농장이 지자체에 속해 있다.
헤르텐슈타인 북쪽의 헤렌발트를 제외하고, 지자체의 서부와 중앙 부분은 삼림이 없다. 그러나 힌터도르프 동쪽에 있는 리기 산의 경사면은 다른 모습으로 완성되었다. 시정촌의 이 부분은 숲이 무성하다. 넓은 지역에는 키엔바흐 강이 루체른 호수로 흘러가는 힌터도르프 북동쪽 경사면의 키르헨발트(Kirchenwald)와 자치제 동쪽 경계의 제보덴(Seeboden) 지역이 포함된다.
시 경계는 루체른 호수의 서쪽 운터빌렌(피츠나우)에서 리기 피르스트(슈비츠주)까지 1000m 고도 상승을 위해 북쪽으로 이어진다. 그리고 그곳에서 북서쪽으로 로트슈토크(1659m)까지 이어진다. 그런 다음 서쪽으로 방향을 틀고, 그레펜의 남쪽을 따라 루체른 호수로 돌아간다.
베기스의 면적은 11.8k㎡이다. 이 면적 중 46.1%가 농업용으로 사용되고 38.9%가 산림이다. 나머지 토지 중 14%는 정착지(건물 또는 도로)이고 나머지(1.1%)는 비생산적(강, 빙하 또는 산)이다. 1997년 토지조사에서 전체 토지의 38.75%가 산림이었다. 농경지 중 39.34%는 경작이나 목초지에 사용되며, 6.68%는 과수원이나 포도나무 작물에 사용된다. 정착지 중 9.14%는 건물, 0.08%는 산업, 0.17%는 특별 개발, 0.85%는 공원 또는 녹지, 3.81%는 교통 기반 시설로 구성되어 있다. 비생산적인 지역 중 0.08%는 비생산적인 고인 물(연못 또는 호수)이고 1.1%는 기타 비생산적인 토지이다.
베기스는 북쪽으로 퀴스나흐트 및 그레펜, 북동쪽으로 슈비츠주에 있는 아르트, 동쪽과 남동쪽으로 피츠나우, 그리고 루체른 호수와 접한다.

## 인구
1850년부터 1880년까지 1870년을 제외하고는 주민 수는 일정했다. 1880년부터 1970년까지 인구 증가 기간(94.5%)이 1930-1941년과 1950-1960년의 두 가지 정체 기간에 의해 중단되었다. 이 90년 동안 인구는 거의 두 배가 되었다. 1970년대는 후퇴(-6%)를 가져왔다. 그 이후로 지방 자치 단체의 좋은 위치와 지역 호텔 관리 학교의  높은 등록률 덕분에 인구가 크게 증가했다. 독특한 인구 특성 중 하나는 호텔 경영 학교에서 공부하는 200명 이상의 중국인(대부분 상하이 지역 출신)이 베기스에 거주한다는 사실이다. 베기스의 인구(2020년 12월 31일 기준)는 4,440명이다. 2007년 현재, 인구의 18.4%가 외국인으로 구성되어 있다. 지난 10년 동안 인구는 13%의 비율로 증가했다.

### 언어
인구는 일상 언어로 고지 알레만계 (또는 스위스) 독일어의 방언을 사용한다. 베기스의 방언은 루체른에서 사용되는 방언과 크게 다르며, 슈비츠주에서 사용되는 방언과 더 유사하다.
- 예제 1:
  - 독일어: ich gehe 나는 간다
  - 루체른:  ech goh
  - 슈비츠/베기스:  ich gah

- 예제 2:
  - 독일어: neu 또는
  - 루체른: nöi
  - 슈비츠/베기스: nüü

마지막 인구 조사(2000) 당시 84.9%가 독일어를 기본 언어로, 1.63%가 포르투갈어로, 1.41%가 영어를 나열했다. 그러나 두 번째로 많이 사용되는 언어는 중국어이지만, 인구 조사에서 “동아시아 언어”로만 나열된다.

### 종교

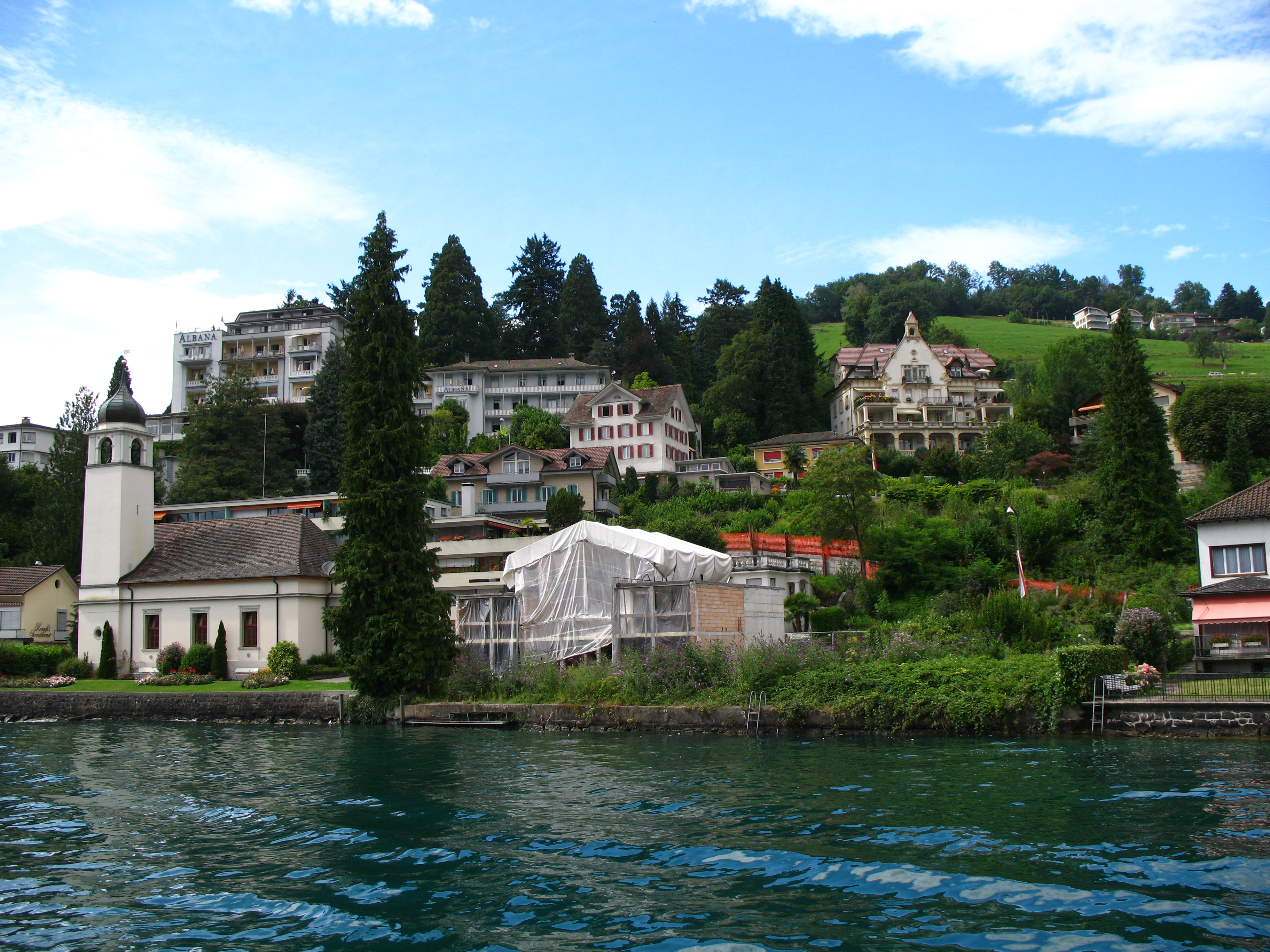
베기스 교회

이전에는 모든 시민이 로마 가톨릭 교회의 회원이었다. 이것은 사람들이 교회를 떠나고, 스위스의 다른 지역과 외국에서 이민을 옴으로써 바뀌었다. 2000년 현재, 오늘날 인구의 종교 구성은 다음과 같다. 59.98%는 로마 가톨릭, 16.7%는 개신교, 1.66%는 동방 정교회이다. 10.01%는 무신론자, 1.99%는 이슬람교, 8.96%는 자신의 종교에 대한 정보를 제공하지 않았다. 자신의 신앙에 대한 데이터를 제공하지 않은 사람들 중 일부는 아마도 중국인 불교였을 것이다. 중국인은 또한 무신론자 그룹에서 가장 중요한 부분을 차지한다. 동방 정교회 기독교인과 이슬람교는 거의 대부분이 구유고슬라비아(세르비아, 몬테네그로, 마케도니아 공화국, 보스니아) 출신이다.

### 원국적별
2004년 말 3,927명의 주민 중 3,141명이 스위스인이고, 786명(또는 20%)이 외국인이었다. 지난 인구 조사 당시 75.19%(이중국적자를 포함하여 80.31%)가 스위스 시민이었다. 가장 큰 이민자 그룹은 중국, 독일, 세르비아 및 몬테네그로 (대부분 알바니아), 포르투갈, 이탈리아, 오스트리아 및 영국에서 왔다.

## 인구통계
2007년 선거에서 가장 인기 있는 정당은 32.8%의 득표율을 기록한 SVP였다. 다음으로 가장 인기 있는 3개 정당은 CVP (24.9%), FDP (23.9%), 녹색당 (8.2%)이었다.
베기스의 연령 분포는 다음과 같다. 730명(인구의 17.9%)이 0-19세이다. 927명(22.7%)이 20-39세이고 1,530명(37.5%)이 40-64세이다. 노인 인구 분포는 664명 또는 16.3%가 65-79세, 195 또는 4.8%가 80-89세, 37명 또는 인구의 0.9%가 90세 이상이다.
베기스에서는 인구의 약 72.8%(25-64세)가 비필수 고등교육 또는 추가 고등교육(대학 또는 응용학문대학)을 완료했다.
2000년 현재 1,412가구 중 458가구(약 32.4%)가 1인 가구이다. 90 또는 약 6.4%는 5인 이상의 대가족이다. 2000년 기준으로 시정촌에는 774개의 주거용 건물이 있었고 그 중 599개는 주택으로만 지어졌으며, 175개는 주상복합 건물이었다. 자치단체에는 단독주택 364채, 다가구주택 96채, 다가구주택 139채가 있었다. 대부분의 주택은 2층(276층) 또는 3층(204층) 구조였다. 단층 건물은 36채, 4층 이상 건물은 83채에 불과했다.
베기스의 실업률은 1.9%이다. 2005년 기준으로 1차 경제 부문에 153명이 고용되어 있고, 이 부문에 약 42개 기업이 참여하고 있다. 281명이 2차 부문에 고용되어 있고, 이 부문에 46개의 기업이 있다. 1209명이 3차 부문에 고용되어 있으며, 이 부문에는 179개의 기업이 있다. 2000년 기준으로 자치단체 인구의 51.4%가 어느 정도 고용되었다. 동시에 여성은 전체 노동력의 45.8%를 차지했다.

## 관광

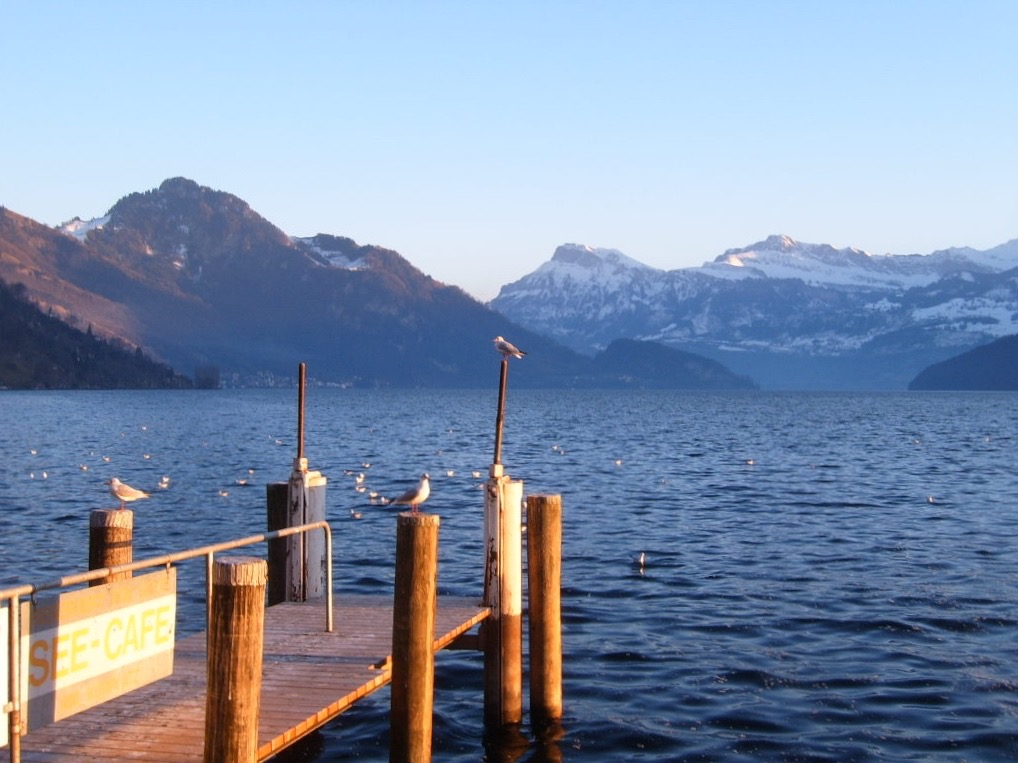
베기스에서 본 루체른 호수

루체른 다음으로 베기스는 루체른주에서 두 번째로 큰 관광지이다. 공중트램을 이용하면 리기 칼트바트에 도착할 수 있으며, 인근에 뷰포인트 켄젤리(Viewpoint Känzeli)가 있다. 리기 칼트바트에서 톱니바퀴 철도(피츠나우-리기 철도)를 타고 계속해서 산을 오를 수 있다. 베기스는 ‘열대성’ 기후 때문에 ‘중앙 스위스의 리비에라’로도 지정된다.

## 교통
베기스는 기차 노선이 아니지만, 대중교통으로 쉽게 갈 수 있다. 베기스 부두에서 루체른호 해운에 속한 선박과 버스가 운행한다. 베기스 부두에서 루체른을 오가는 배는 대부분 매시간 운행한다.
"리비에라" 버스 노선 퀴스나흐트(기차역)- 베기스- 거자우 - 브루넨(기차역)- 슈비츠는 경로상의 지자체를 주변 지역과 연결한다. 퀴스나흐트역은 루체른에서 골다우까지의 노선에 있으며, 브루넨역은 고트하르트선 (바젤-키아소)에 있다.
베기스는 퀴스나흐트와 브루넨을 연결하는 도로에 있다. A4 고속도로의 가장 가까운 출구는 10km 떨어진 퀴스나흐트에 있다.

## 유명인
프랑스 피아니스트 엘렌 그리모는 현재(2020년 기준) 베기스에 거주하고 있다.
1932년 러시아 작곡가 세르게이 라흐마니노프는 베기스 근처 헤르텐슈타인 호수에 있는 땅을 구입하여, 집을 짓고 자신과 아내의 이름을 따서 빌라 세나르라고 명명했다. 그는 1939년 전쟁이 발발할 때까지 그곳에서 살았다. 라흐마니노프는 자신의 별장에서 편안하게 1934년에 파가니니 주제에 의한 광시곡과 1936년에 교향곡 3번을 완성했다.